# Robert Ferdinand de Habsbourg-Toscane
Robert Ferdinand de Habsbourg-Toscane, né à Salzbourg, Autriche-Hongrie, le 15 octobre 1885, où il est mort le 2 août 1895, est un archiduc d'Autriche et prince de Toscane.

## Biographie
Cinquième fils et neuvième des dix enfants du grand-duc Ferdinand IV de Toscane (1835-1908) et de sa seconde épouse la princesse Alice de Bourbon-Parme (1849-1935), Robert Ferdinand de Habsbourg-Toscane naît à Salzbourg, le 11 septembre 1884.  
Lorsqu'il naît, son père a déjà été déchu de son trône en 1860 et vit avec sa famille en Autriche-Hongrie, parfois à Lindau, mais essentiellement à Salzbourg où Robert Ferdinand passe son enfance. 
Robert Ferdinand de Habsbourg-Toscane meurt à Salzbourg, le 2 août 1895, à l'âge de neuf ans, seul de sa fratrie à ne pas atteindre l'âge adulte. Il est inhumé dans la « Crypte Ferdinand » Ferdinandsgruft, crypte des Capucins à Vienne,.